# Mangere (rivière)
La rivière Mangere  (en anglais : Mangere River) est un cours d’eau de la région du Northland dans l’île du Nord de la Nouvelle-Zélande.

## Géographie
Elle s’écoule vers l’ouest à partir de sa source dans les collines au nord-ouest de Whangarei, rencontrant la rivière Wairua à 10 km au nord-ouest de la ville de Maungatapere.